# یوکووو
یوکووو (به صربی: Ljukovo) یک منطقهٔ مسکونی در صربستان است که در Inđija Municipality واقع شده‌است. یوکووو ۱٬۶۰۴ نفر جمعیت دارد.